# テン・サウザンド・メン・オブ・ハーバード
「テン・サウザンド・メン・オブ・ハーバード（Ten Thousand Men of Harvard）」はハーバード大学の応援歌の中で最も頻繁に演奏される曲である。
ハーバード大学1918年卒のA・パットナムによって作曲され、毎年ハーバード・グリークラブがイェール・グリークラブとの合同コンサートで、毎年ハーバード対イェールのフットボールの試合前夜に演奏する応援歌に含まれており、試合そのものでも演奏されている。また、その他の運動会や大学対抗戦でも、通常はハーバード大学バンドによって演奏され歌われる。
新入生にこの曲を知ってもらうため、毎年、学年の初めに、ほとんどの新入生が住んでいるハーバード・ヤードで演奏される。フットボールチームは勝利の後にこの曲を歌い、新入生には英語とラテン語の両方でこの曲を暗記することが義務付けられている。
1991年、この曲はSTS-37の乗組員の目覚ましとしてNASA宇宙管制センターが流した曲の一つである。

アメリカ合衆国最高裁判所判事ルース・ベイダー・ギンズバーグの人生と初期の業績を描いた2018年の映画 『On the Basis of Sex（邦題：ビリーブ 未来への大逆転）』 では、ギンズバーグがハーバード・ロースクールの新入生500人のうちたった9人の女性の一人として授業初日を迎える際に「Ten Thousand Men」が流れている。

## 歌詞
元の歌詞は次のとおり。

ハーバードの1万人の男たちは今日も勝利を求める
彼らは古いエリを越えることを知っているからだ
公正なハーバードが支配している。
そこで、イーライの部下をすべて征服してしまおう。
そして、試合が終わったらまた歌おう。
ハーバードの1万人の男たちは今日も勝利を手にした。

1953年、アラン・R・ロビンソン（ハーバード大学1954年卒）、エドワード・アプトン（1953年卒）、チャールズ・リプソン（1954年卒）により、ラテン語の決まり文句を並べてはいるが意味不明なドッグ・ラテン歌詞が作られた：
。

Illegitimum non carborundum;
Domine salvum fac.
Illegitimum non carborundum;
Domine salvum fac.
Gaudeamus igitur!
Veritas non sequitur?
Illegitimum non carborundum—ipso facto!

Illegitimum non carborundum は、ハーバード・バンドの標語。他の詩には、ラテン語のスケベな歌詞（大音量の太鼓で隠されている）、または音節のラが何度も繰り返されている。

## 参照
- 激しく戦え、ハーバード
- ハーバーディアナ